# Johnny Fedricks
Johnny Fedricks (Royal Oak, Michigan, 11 april 1925 - Oakland, Michigan, 26 februari 2001) was een Amerikaans autocoureur. In 1950, 1952, 1953 en 1957 schreef hij zich in voor de Indianapolis 500, maar wist zich geen enkele keer te kwalificeren. Deze races waren allemaal onderdeel van het Formule 1-kampioenschap. Tussen 1949 en 1953 reed Fedricks ook tienmaal in een AAA-race. In 1949 eindigde hij hier op Langhorne Speedway eenmaal op het podium.